# Reinaldo Ocampo
Reinaldo Ocampo (sinh ngày 6 tháng 1 năm 1987) là một cầu thủ bóng đá quốc tế người Paraguay đang chơi cho General Díaz ở vị trí tiền vệ.
Sinh ra ở Asunción, Paraguay, Ocampo đã chơi bóng đá cho các câu lạc bộ Libertad, Tacuary, Rubio Ñu và Sol de América.
Anh ấy đã có trận thi đấu quốc tế đầu tiên cho đội tuyển quốc gia Paraguay vào năm 2012.